# Howard McGillin
Howard McGillin est un acteur américain né le 5 novembre 1953 à Los Angeles, Californie (États-Unis). Il campe des rôles à la fois au théâtre, à la télévision ou encore au cinéma. Il jouera dans la comédie musicale "Rebecca" à Broadway pendant la saison 2012-2013.

## Filmographie
- 1968 : On ne vit qu'une fois (One Life to Live) (série télévisée) : Roy Calhoun
- 1973 : Les Feux de l'amour (The Young and the Restless) (série télévisée) : Greg Foster #4
- 1976 : L'homme qui valait trois milliards (The Six Million Dollar Man) (Série TV) (saison 4 épisode 12) : un ouvrier
- 1977 : La Conquête de l'Ouest (How the West Was Won) (feuilleton TV) : Lt. Cartwright
- 1977 : Columbo : Les Surdoués (The Bye-Bye Sky High I.Q. Murder Case) (série télévisée) : George Camponella
- 1977 : Mary White (TV) : Richard Sloan III
- 1978 : Détroit (feuilleton TV) : Greg Trenton
- 1978 : Long Journey Back (TV) : Steve
- 1979 : Women in White (TV) : Dr. Frank Evanhauer
- 1979 : Love's Savage Fury (TV) : Ferris
- 1980 : Number 96 (série télévisée) : Mark Keaton (unknown episodes)
- 1982 : Tentez votre chance (Take Your Best Shot) (TV) : Dean Hilliard
- 1984 : Where the Boys Are : Chip
- 1991 : Perry Mason: The Case of the Maligned Mobster (TV) : Mike Calder
- 1991 : Company Business de Nicholas Meyer : Bruce Wilson
- 1991 : Mimi & Me (TV)
- 1994 : The Swan Princess : Adult Prince Derek (voix)
- 1997 : La Belle et la Bête 2 : Le Noël enchanté (Beauty and the Beast: The Enchanted Christmas) (vidéo) : Chorus
- 1998 : The Swan Princess: Sing Along (voix)
- 1999 : La Vie secrète d'une milliardaire (Too Rich: The Secret Life of Doris Duke) (TV) : James Cromwell
- 2003 : Frère des ours (Brother Bear) (voix)